# Augusto Magli (calciatore)
Augusto Magli (Molinella, 9 marzo 1923 – San Paolo, 31 ottobre 1998) è stato un calciatore italiano, di ruolo centrocampista.

## Biografia
Augusto Magli è nato a Molinella, un comune della provincia di Bologna, il 9 marzo 1923, secondogenito con la gemella Giulia, di Angelo e Aurora Baschieri che avevano già avuto un'altra figlia, Cesarina. Ha cominciato a tirar calci al pallone con la maglia rossoblù della squadra locale, attirando forse l'attenzione di suo fratello, Renzo Magli, già calciatore e allenatore di calcio, che nel 1939 segnalò alla Fiorentina l'allora sedicenne centrocampista. Il suo esordio in serie A avvenne il 28 dicembre 1941, decima giornata di campionato, a Modena, in un incontro che i viola pareggiarono per 1-1. Due le presenze nel campionato successivo, 1942-43, nella 28ª giornata con la partita persa in casa del Livorno e quella vittoriosa di Genova nella giornata conclusiva.
Passata la bufera della guerra che gli tolse due anni preziosi, Augusto Magli vestì stabilmente la maglia numero 6 di mediano sinistro, disputando 19 gare nel 1945-46 e 23 nel 1946-47, autore del gol che aprì le marcature nella penultima giornata, nell'incontro vittorioso per 2-0 contro il Bari. Le sei stagioni seguenti, con una media di quasi 33 presenze in squadra, ne fecero l'idolo della tifoseria viola e gli valsero anche la fascia di capitano. Nel 1948-49 segnò altre due reti, nelle partite casalinghe vinte con la Lazio per 4-0 e la Pro Patria per 3-1.
In questi “anni d'oro” Augusto Magli ha vestito per otto volte la maglia azzurra della Nazionale B e il 25 giugno 1950, allo stadio del Pacaembu di San Paolo del Brasile, ha giocato con una Nazionale A stanca e poco in forma per il lungo viaggio via mare (deciso in conseguenza della tragedia di Superga dell'anno prima) lo sfortunato incontro con la Svezia, vinto dagli scandinavi di Jeppson e Skoglund per 3-2 e che, di fatto, ha estromesso l'Italia, detentrice del titolo iridato 1934 e 1938, dal campionato del mondo.
L'Udinese fu la destinazione di Augusto Magli dopo il campionato 1953-54 nel quale aveva totalizzato con i viola appena sette presenze, portando tuttavia a 247 il totale con la maglia della Fiorentina. Era successo che un banale incidente alla vigilia di un incontro amichevole precampionato lo aveva costretto a cedere il posto al ventitreenne Armando Segato che non aveva fatto rimpiangere il titolare, più anziano di lui di sette anni. Così, in disaccordo con l'allenatore Fulvio Bernardini, Augusto Magli cambiò casacca per giocare con le “zebrette” due stagioni impegnative ma entusiasmanti.
Tutti gli aggettivi sono stati spesi per lo scontro diretto con il Milan del 1º maggio 1955, quando i rossoneri erano in testa alla classifica ma con sole quattro lunghezze di vantaggio sull'Udinese, 40 punti contro 36. I giochi per lo scudetto sembravano ancora aperti ma i bianconeri, dopo pochi minuti furono costretti a giocare in dieci, privi del portiere Gianni Romano colpito alla testa da Gunnar Nordahl. Fu Augusto Magli a dover andare in porta e riuscì a sventare di pugno una punizione dal limite del terzino Silvestri e, di piede, un tiro da vicino dello stesso Nordahl. Ristabilita la parità numerica dopo oltre 45', l'Udinese vinse per 3-2. Le due squadre rimasero imbattute fino al termine del campionato ma, con un maggior numero di vittorie, fu il Milan ad aggiudicarsi il titolo.
La vera doccia fredda per i friulani doveva tuttavia ancora venire: per un illecito sportivo che risaliva a due anni prima, il 1º agosto 1955 il Giudice sportivo condannò l'Udinese Calcio alla retrocessione in serie B ma i bianconeri - con Augusto Magli sempre presente, 21 vittorie, sette pareggi e sei sconfitte - guadagnarono subito il ritorno nella massima divisione. La stagione successiva, 1956-57, fu l'ultima di Magli a Udine che nei tre anni vi collezionò 85 presenze con tre reti segnate.
Prima di lasciare definitivamente il calcio, Augusto Magli ha giocato ancora la stagione 1957-58 nella Roma con 32 presenze in campionato e quattro in Coppa Italia. Nessun gol anche se qualcuno attribuisce al suo tiro, e non a una deviazione di Nordhal, la prima delle due reti messe a segno dalla Roma nello stadio di Marassi il 23 febbraio 1958, nei minuti finali dell'incontro vinto dal Genoa per 4-2.
Sposatosi l'8 maggio 1951 a Lucca, nel 1962 Augusto Magli si è trasferito con la famiglia (la moglie e il primo dei due figli) a San Paolo del Brasile, dove è morto il 31 ottobre 1998.

## Carriera

### Club
Mediano sinistro, ha giocato in Serie A negli anni '40 e '50 con le maglie di Fiorentina, Udinese  e Roma (314 presenze e 4 reti complessive in massima serie).

### Nazionale
Convocato dal CT Ferruccio Novo per i Mondiali 1950, fu schierato nella prima partita della competizione, la sfida con la Svezia disputata a San Paolo il 25 giugno 1950 e conclusasi con la vittoria degli svedesi per 3-2, risultato che di fatto estromise gli azzurri dalla competizione. Quella fu la prima e l'ultima presenza di Magli nella Nazionale Maggiore.

## Statistiche

### Cronologia presenze e reti in nazionale
| Cronologia completa delle presenze e delle reti in nazionale ― Italia | Cronologia completa delle presenze e delle reti in nazionale ― Italia | Cronologia completa delle presenze e delle reti in nazionale ― Italia | Cronologia completa delle presenze e delle reti in nazionale ― Italia | Cronologia completa delle presenze e delle reti in nazionale ― Italia | Cronologia completa delle presenze e delle reti in nazionale ― Italia | Cronologia completa delle presenze e delle reti in nazionale ― Italia | Cronologia completa delle presenze e delle reti in nazionale ― Italia |
| Data                                                                  | Città                                                                 | In casa                                                               | Risultato                                                             | Ospiti                                                                | Competizione                                                          | Reti                                                                  | Note                                                                  |
| --------------------------------------------------------------------- | --------------------------------------------------------------------- | --------------------------------------------------------------------- | --------------------------------------------------------------------- | --------------------------------------------------------------------- | --------------------------------------------------------------------- | --------------------------------------------------------------------- | --------------------------------------------------------------------- |
| 25-6-1950                                                             | San Paolo                                                             | Svezia                                                                | 3 – 2                                                                 | Italia                                                                | Mondiali 1950 - 1º turno                                              | -                                                                     |                                                                       |
| Totale                                                                |                                                                       | Presenze                                                              | 1                                                                     |                                                                       | Reti                                                                  | 0                                                                     |                                                                       |

## Palmarès

### Club

#### Competizioni nazionali
- Serie B: 1

Udinese: 1955-1956